# Martha Lucía Ramírez Cardona
Martha Lucía Ramírez Cardona es una destacada deportista colombiana de la especialidad de Patinaje que fue campeona suramericana en Medellín 2010.

## Trayectoria
La trayectoria deportiva de Martha Lucía Ramírez Cardona se identifica por su participación en los siguientes eventos nacionales e internacionales:

### Campeonato del Mundo de patinaje de velocidad en línea Anyang 2006
- , Medalla de oro: Patinaje de Velocidad Relevos Ruta 5000 m Mujeres

### Juegos Mundiales de Kaoshiung 2009
- , Medalla de plata: Patinaje de Velocidad Puntos + Eliminación 10.000m Mujeres
- , Medalla de plata: Patinaje de Velocidad Eliminación 15.000m Mujeres

### Campeonato del Mundo de patinaje de velocidad en línea Haining 2009
- , Medalla de oro: Patinaje de Velocidad Relevos Ruta 3000 m Mujeres

### Juegos Suramericanos
Fue reconocido su triunfo de ser la séptima deportista con el mayor número de medallas de la selección de  Colombia en los juegos de Medellín 2010.

#### Juegos Suramericanos de Medellín 2010
Su desempeño en la novena edición de los juegos, se identificó por ser la undécima deportista con el mayor número de medallas entre todos los participantes del evento, con un total de 7 medallas:

- , Medalla de oro: Roller Sports Speed Road Elimination 20.000m Women
- , Medalla de oro: Patinaje de Velocidad Punto Carril + Eliminación 15.000m Mujeres
- , Medalla de oro: Patinaje de Velocidad Relevo 3000 m Carril Mujeres
- , Medalla de oro: Patinaje de Velocidad Relevo Ruta 5000 m Mujeres
- , Medalla de plata: Patinaje de Velocidad Punto Ruta 10.000m Mujeres
- , Medalla de plata: Patinaje de Velocidad Maratón Ruta Mujeres
- , Medalla de plata: Patinaje de Velocidad Punto Carril + Eliminación 10.000m Mujeres

### Campeonato del Mundo de patinaje de velocidad en línea Yeosu 2011
- , Medalla de plata: Patinaje de Velocidad Relevos 3000 m Pista Mujeres
- , Medalla de bronce: Patinaje de Velocidad Eliminación 15000m Pista Mujeres